# Виноградне (Болградський район)
Виногра́дне — село Кубейської сільської громади Болградського району Одеської області в Україні. Інші назви: Гасан-Батир, розмовне Самбатир (болг. Самбатър). Населення становить 1590 осіб у 2024 роцi.

## Історія
Село засноване в 1821 році, болгарськими переселенцями.
14 листопада 1945 року було перейменовано село Гасан-Батир Новоіванівського району на село Виноградне і Гасан-Батирську сільраду — на Виноградненську.
19 липня 2020 року, в результаті адміністративно-територіальної реформи і ліквідації Болградського (1940  – 2020) району, село увійшло до складу новоутвореного Болградського району.

## Населення
Населення села — Бесарабські болгари.
Згідно з переписом 1989 року населення села становило 2416 осіб, з яких 1170 чоловіків та 1246 жінок.
За переписом населення 2001 року в селі мешкали 2054 особи.

### Мова
Розподіл населення за рідною мовою за даними перепису 2001 року:
| Мова       | Відсоток |
| ---------- | -------- |
| болгарська | 94,78 %  |
| українська | 1,87 %   |
| російська  | 1,73 %   |
| гагаузька  | 0,93 %   |
| молдовська | 0,51 %   |
| циганська  | 0,05 %   |

## Постаті
Янкова Олена (Єлєна)(1825—1901) — болгарська співачка, фольклористка.